# Pitcairnia ruderalis
Pitcairnia ruderalis är en gräsväxtart som beskrevs av Lyman Bradford Smith. Pitcairnia ruderalis ingår i släktet Pitcairnia och familjen Bromeliaceae. Inga underarter finns listade i Catalogue of Life.